# Crocidura nana
Crocidura nana — вид ссавців із родини Soricidae. Зустрічається в Ефіопії та Сомалі. Його природне середовище існування — субтропічні або тропічні сухі низинні луки.